# Premio Nébula al mejor relato corto
El Premio Nebula al mejor relato corto (Nebula Award for Best Short Story) es un premio literario otorgado anualmente desde 1965 por la Asociación de escritores de ciencia ficción y fantasía de Estados Unidos (SFWA) a obras de ciencia ficción o de fantasía de menos de 7500 palabras de extensión.
En los 50 años de entrega del premio, 204 autores fueron nominados y 37 ganaron, incluyendo coautores. Uno de estos, Lisa Tuttle, rechazó el premio. En 1970, si bien hubo nominados, el premio no se entregó. Harlan Ellison ganó tres veces de las ocho que fue nominado, siendo así el autor con más premios y más nominaciones. Diez autores ganaron dos veces, y siguen a Ellison en cantidad de nominaciones Karen Joy Fowler (7) y Gardner Dozois (6). Michael Swanwick tiene el récord de mayor cantidad de nominaciones sin ganar, con 6. 

## Ganadores y nominados
En la siguiente tabla, el año corresponde al año en que los relatos fueron publicados, y no en que se realizó la ceremonia. Las obras marcadas en azul son las ganadoras.
| Año  | Título | Autor(es)                                    | Editorial o publicación                         | Ref           |
| ---- | --- | -------------------------------------------- | ----------------------------------------------- | ------------- |
| 1965 | ¡Arrepiéntete, Arlequín!, dijo el señor Tic-tac                                                           | Harlan Ellison                               | Galaxy Science Fiction                          | [ 4 ]         |
| 1965 | [Alrededor de 30 nominados]                                                                               | [Alrededor de 30 nominados]                  | [Alrededor de 30 nominados]                     | [ 4 ]         |
| 1966 | The Secret Place                                                                                          | Richard McKenna                              | Orbit 1                                         | [ 5 ]         |
| 1966 | Light of Other Days                                                                                       | Bob Shaw                                     | Analog                                          | [ 5 ]         |
| 1966 | Man In His Time                                                                                           | Brian W. Aldiss                              | Who Can Replace a Man?                          | [ 5 ]         |
| 1967 | Aye, and Gomorrah                                                                                         | Samuel R. Delany                             | Dangerous Visions                               | [ 6 ]         |
| 1967 | Answering Service                                                                                         | Fritz Leiber                                 | If                                              | [ 6 ]         |
| 1967 | Baby, You Were Great                                                                                      | Kate Wilhelm                                 | Orbit 2                                         | [ 6 ]         |
| 1967 | The Doctor                                                                                                | Ted Thomas                                   | Orbit 2                                         | [ 6 ]         |
| 1967 | Driftglass                                                                                                | Samuel R. Delany                             | If                                              | [ 6 ]         |
| 1967 | Earthwoman                                                                                                | Reginald Bretnor                             | F&SF                                            | [ 6 ]         |
| 1968 | The Planners                                                                                              | Kate Wilhelm                                 | Orbit 3                                         | [ 7 ]         |
| 1968 | The Dance of the Changer and the Three                                                                    | Terry Carr                                   | The Farthest Reaches                            | [ 7 ]         |
| 1968 | Idiot's Mate                                                                                              | Robert Taylor                                | Amazing Stories                                 | [ 7 ]         |
| 1968 | Kyrie | Poul Anderson                                | The Farthest Reaches                            | [ 7 ]         |
| 1968 | Masks | Damon Knight                                 | Playboy                                         | [ 7 ]         |
| 1968 | Sword Game                                                                                                | H. H. Hollis                                 | Galaxy                                          | [ 7 ]         |
| 1969 | Passengers                                                                                                | Robert Silverberg                            | Orbit 4                                         | [ 8 ]         |
| 1969 | The Last Flight of Dr. Ain                                                                                | James Tiptree, Jr                            | Galaxy                                          | [ 8 ]         |
| 1969 | The Man Who Learned Loving                                                                                | Theodore Sturgeon                            | F&SF                                            | [ 8 ]         |
| 1969 | Not Long Before the End                                                                                   | Larry Niven                                  | F&SF                                            | [ 8 ]         |
| 1969 | Shattered Like a Glass Goblin                                                                             | Harlan Ellison                               | Orbit 4                                         | [ 8 ]         |
| 1970 | Sin premio                                                                                                | Sin premio                                   | Sin premio                                      | Sin premio    |
| 1970 | By the Falls                                                                                              | Harry Harrison                               | If                                              | [ 9 ]         |
| 1970 | A Cold Dark Night with Snow                                                                               | Kate Wilhelm                                 | Orbit 6                                         | [ 9 ]         |
| 1970 | The Creation of Bennie Good                                                                               | James Sallis                                 | Orbit 6                                         | [ 9 ]         |
| 1970 | A Dream at Noonday                                                                                        | Gardner Dozois                               | Orbit 7                                         | [ 9 ]         |
| 1970 | Entire and Perfect Chrysolite                                                                             | R. A. Lafferty                               | Orbit 6                                         | [ 9 ]         |
| 1970 | In the Queue                                                                                              | Keith Laumer                                 | Orbit 7                                         | [ 9 ]         |
| 1970 | The Island of Doctor Death and Other Stories                                                              | Gene Wolfe                                   | Orbit 7                                         | [ 9 ]         |
| 1971 | Good News from the Vatican                                                                                | Robert Silverberg                            | Universe 1                                      | [ 10 ]        |
| 1971 | Heathen God                                                                                               | George Zebrowski                             | F&SF                                            | [ 10 ]        |
| 1971 | Horse of Air                                                                                              | Gardner Dozois                               | Orbit 8                                         | [ 10 ]        |
| 1971 | The Last Ghost                                                                                            | Stephen Goldin                               | Protostars                                      | [ 10 ]        |
| 1972 | When It Changed                                                                                           | Joanna Russ                                  | Again, Dangerous Visions                        | [ 11 ]        |
| 1972 | Against the Lafayette Escadrille                                                                          | Gene Wolfe                                   | Again, Dangerous Visions                        | [ 11 ]        |
| 1972 | And I Awoke and Found Me Here on the Cold Hill's Side                                                     | James Tiptree, Jr.                           | F&SF                                            | [ 11 ]        |
| 1972 | On the Downhill Side                                                                                      | Harlan Ellison                               | Universe 2                                      | [ 11 ]        |
| 1972 | Shaffery Among the Immortals                                                                              | Frederik Pohl                                | F&SF                                            | [ 11 ]        |
| 1972 | When We Went to See the End of the World                                                                  | Robert Silverberg                            | Universe 2                                      | [ 11 ]        |
| 1973 | Love Is the Plan the Plan Is Death                                                                        | James Tiptree, Jr.                           | The Alien Condition                             | [ 12 ]        |
| 1973 | How I Lost the Second World War and Helped Turn Back the German Invasion                                  | Gene Wolfe                                   | Analog                                          | [ 12 ]        |
| 1973 | Shark | Edward Bryant                                | Orbit 12                                        | [ 12 ]        |
| 1973 | A Thing of Beauty                                                                                         | Norman Spinrad                               | Analog                                          | [ 12 ]        |
| 1973 | Wings | Vonda N. McIntyre                            | The Alien Condition                             | [ 12 ]        |
| 1973 | With Morning Comes Mistfall                                                                               | George R. R. Martin                          | Analog                                          | [ 12 ]        |
| 1974 | The Day Before the Revolution                                                                             | Ursula K. Le Guin                            | Galaxy                                          | [ 13 ]        |
| 1974 | After King Kong Fell                                                                                      | Philip José Farmer                           | Omega                                           | [ 13 ]        |
| 1974 | The Engine at Heartspring's Center                                                                        | Roger Zelazny                                | Analog                                          | [ 13 ]        |
| 1975 | Catch That Zeppelin!                                                                                      | Fritz Leiber                                 | F&SF                                            | [ 14 ]        |
| 1975 | Attachment                                                                                                | Phyllis Eisenstein                           | Amazing Stories                                 | [ 14 ]        |
| 1975 | Child of All Ages                                                                                         | P. J. Plauger                                | Analog                                          | [ 14 ]        |
| 1975 | Doing Lennon                                                                                              | Gregory Benford                              | Analog                                          | [ 14 ]        |
| 1975 | Find the Lady                                                                                             | Nicholas Fisk                                | New Dimensions 5                                | [ 14 ]        |
| 1975 | Growing Up in Edge City                                                                                   | Frederik Pohl                                | Epoch                                           | [ 14 ]        |
| 1975 | Sail the Tide of Mourning                                                                                 | Richard Lupoff                               | New Dimensions 5                                | [ 14 ]        |
| 1975 | A Scraping at the Bones                                                                                   | Algis Budrys                                 | Analog                                          | [ 14 ]        |
| 1975 | Shatterday                                                                                                | Harlan Ellison                               | Gallery                                         | [ 14 ]        |
| 1975 | Time Deer                                                                                                 | Craig Strete                                 | If                                              | [ 14 ]        |
| 1975 | Utopía de un hombre que está cansado                                                                      | Jorge Luis Borges                            | The New Yorker                                  | [ 14 ]        |
| 1975 | White Creatures                                                                                           | Gregory Benford                              | New Dimensions 5                                | [ 14 ]        |
| 1975 | White Wolf Calling                                                                                        | Charles L. Grant                             | F&SF                                            | [ 14 ]        |
| 1976 | A Crowd of Shadows                                                                                        | Charles L. Grant                             | F&SF                                            | [ 15 ]        |
| 1976 | Back to the Stone Age                                                                                     | Jake Saunders                                | Lone Star Universe                              | [ 15 ]        |
| 1976 | Breath's a Ware That Will Not Keep                                                                        | Thomas F. Monteleone                         | Dystopian Visions                               | [ 15 ]        |
| 1976 | Mary Margaret Road-Grader                                                                                 | Howard Waldrop                               | Orbit 18                                        | [ 15 ]        |
| 1976 | Stone Circle                                                                                              | Lisa Tuttle                                  | Amazing Stories                                 | [ 15 ]        |
| 1976 | Tricentennial                                                                                             | Joe Haldeman                                 | Analog                                          | [ 15 ]        |
| 1977 | Jeffty Is Five                                                                                            | Harlan Ellison                               | F&SF                                            | [ 16 ]        |
| 1977 | Air Raid                                                                                                  | Herb Boehm                                   | Asimov's Science Fiction                        | [ 16 ]        |
| 1977 | Camera Obscura                                                                                            | Thomas F. Monteleone                         | Cosmos #2                                       | [ 16 ]        |
| 1977 | The Hibakusha Gallery                                                                                     | Edward Bryant                                | Penthouse                                       | [ 16 ]        |
| 1977 | Tin Woodman                                                                                               | Dennis R. Bailey y Dave Bischoff             | Amazing Stories                                 | [ 16 ]        |
| 1978 | Stone | Edward Bryant                                | F&SF                                            | [ 17 ]        |
| 1978 | Cassandra                                                                                                 | C. J. Cherryh                                | F&SF                                            | [ 17 ]        |
| 1978 | A Quiet Revolution for Death                                                                              | Jack Dann                                    | New Dimensions 8                                | [ 17 ]        |
| 1979 | giANTS | Edward Bryant                                | Analog                                          | [ 18 ]        |
| 1979 | The Extraordinary Voyages of Amélie Bertrand                                                              | Joanna Russ                                  | F&SF                                            | [ 18 ]        |
| 1979 | Red as Blood                                                                                              | Tanith Lee                                   | F&SF                                            | [ 18 ]        |
| 1979 | Unaccompanied Sonata                                                                                      | Orson Scott Card                             | Omni                                            | [ 18 ]        |
| 1979 | Vernalfest Morning                                                                                        | Michael Bishop                               | Chrysalis                                       | [ 18 ]        |
| 1979 | La cruz y el dragón                                                                                       | George R. R. Martin                          | Omni                                            | [ 18 ]        |
| 1980 | Grotto of the Dancing Deer                                                                                | Clifford D. Simak                            | Analog                                          | [ 19 ]        |
| 1980 | Secrets of the Heart                                                                                      | Charles L. Grant                             | F&SF                                            | [ 19 ]        |
| 1980 | A Sunday Visit with Great-Grandfather                                                                     | Craig Strete                                 | New Dimensions 11                               | [ 19 ]        |
| 1980 | War Beneath the Tree                                                                                      | Gene Wolfe                                   | Omni                                            | [ 19 ]        |
| 1980 | Window | Bob Leman                                    | F&SF                                            | [ 19 ]        |
| 1981 | The Bone Flute (rechazado)                                                                                | Lisa Tuttle                                  | F&SF                                            | [ 20 ]        |
| 1981 | Disciples                                                                                                 | Gardner Dozois                               | Penthouse                                       | [ 20 ]        |
| 1981 | Going Under                                                                                               | Jack Dann                                    | Omni                                            | [ 20 ]        |
| 1981 | Johnny Mnemonic                                                                                           | William Gibson                               | Omni                                            | [ 20 ]        |
| 1981 | The Pusher                                                                                                | John Varley                                  | F&SF                                            | [ 20 ]        |
| 1981 | The Quiet                                                                                                 | George Florance-Guthridge                    | F&SF                                            | [ 20 ]        |
| 1981 | Venice Drowned                                                                                            | Kim Stanley Robinson                         | Universe 11                                     | [ 20 ]        |
| 1981 | Zeke | Timothy R. Sullivan                          | Twilight Zone                                   | [ 20 ]        |
| 1982 | A Letter from the Clearys                                                                                 | Connie Willis                                | Asimov's Science Fiction                        | [ 21 ]        |
| 1982 | Corridors                                                                                                 | Barry N. Malzberg                            | The Engines of the Night                        | [ 21 ]        |
| 1982 | God's Hooks!                                                                                              | Howard Waldrop                               | Universe 12                                     | [ 21 ]        |
| 1982 | High Steel                                                                                                | Jack C. Haldeman II y Jack Dann              | F&SF                                            | [ 21 ]        |
| 1982 | Petra | Greg Bear                                    | Omni                                            | [ 21 ]        |
| 1982 | The Pope of the Chimps                                                                                    | Robert Silverberg                            | Perpetual Light                                 | [ 21 ]        |
| 1983 | The Peacemaker                                                                                            | Gardner Dozois                               | Asimov's Science Fiction                        | [ 22 ]        |
| 1983 | Cryptic                                                                                                   | Jack McDevitt                                | Asimov's Science Fiction                        | [ 22 ]        |
| 1983 | The Geometry of Narrative                                                                                 | Hilbert Schenck                              | Analog                                          | [ 22 ]        |
| 1983 | Ghost Town                                                                                                | Chad Oliver                                  | Analog                                          | [ 22 ]        |
| 1983 | Her Furry Face                                                                                            | Leigh Kennedy                                | Asimov's Science Fiction                        | [ 22 ]        |
| 1983 | Wong's Lost and Found Emporium                                                                            | William F. Wu                                | Amazing Stories                                 | [ 22 ]        |
| 1984 | Morning Child                                                                                             | Gardner Dozois                               | Omni                                            | [ 23 ]        |
| 1984 | The Aliens Who Knew, I Mean, Everything                                                                   | George Alec Effinger                         | F&SF                                            | [ 23 ]        |
| 1984 | A Cabin on the Coast                                                                                      | Gene Wolfe                                   | F&SF                                            | [ 23 ]        |
| 1984 | The Eichmann Variations                                                                                   | George Zebrowski                             | Light Years and Dark                            | [ 23 ]        |
| 1984 | Salvador                                                                                                  | Lucius Shepard                               | F&SF                                            | [ 23 ]        |
| 1984 | Sunken Gardens                                                                                            | Bruce Sterling                               | Omni                                            | [ 23 ]        |
| 1985 | Out of All Them Bright Stars                                                                              | Nancy Kress                                  | F&SF                                            | [ 24 ]        |
| 1985 | Flying Saucer Rock & Roll                                                                                 | Howard Waldrop                               | Omni                                            | [ 24 ]        |
| 1985 | The Gods of Mars                                                                                          | Gardner Dozois, Jack Dann y Michael Swanwick | Omni                                            | [ 24 ]        |
| 1985 | Heirs of the Perisphere                                                                                   | Howard Waldrop                               | Playboy                                         | [ 24 ]        |
| 1985 | Hong's Bluff                                                                                              | William F. Wu                                | Omni                                            | [ 24 ]        |
| 1985 | More Than the Sum of His Parts                                                                            | Joe Haldeman                                 | Playboy                                         | [ 24 ]        |
| 1985 | Paper Dragons                                                                                             | James P. Blaylock                            | Imaginary Lands                                 | [ 24 ]        |
| 1985 | Snow | John Crowley                                 | Omni                                            | [ 24 ]        |
| 1986 | Tangents                                                                                                  | Greg Bear                                    | Omni                                            | [ 25 ]        |
| 1986 | The Boy Who Plaited Manes                                                                                 | Nancy Springer                               | F&SF                                            | [ 25 ]        |
| 1986 | The Lions Are Asleep This Night                                                                           | Howard Waldrop                               | Omni                                            | [ 25 ]        |
| 1986 | Pretty Boy Crossover                                                                                      | Pat Cadigan                                  | Asimov's Science Fiction                        | [ 25 ]        |
| 1986 | Rat | James Patrick Kelly                          | F&SF                                            | [ 25 ]        |
| 1986 | Robot Dreams                                                                                              | Isaac Asimov                                 | Asimov's Science Fiction                        | [ 25 ]        |
| 1987 | Forever Yours, Anna                                                                                       | Kate Wilhelm                                 | Omni                                            | [ 26 ]        |
| 1987 | Angel | Pat Cadigan                                  | Asimov's Science Fiction                        | [ 26 ]        |
| 1987 | Cassandra's Photographs                                                                                   | Lisa Goldstein                               | Asimov's Science Fiction                        | [ 26 ]        |
| 1987 | The Faithful Companion at Forty                                                                           | Karen Joy Fowler                             | Asimov's Science Fiction                        | [ 26 ]        |
| 1987 | Why I Left Harry's All-Night Hamburgers                                                                   | Lawrence Watt-Evans                          | Asimov's Science Fiction                        | [ 26 ]        |
| 1987 | Kid Charlemagne                                                                                           | Paul Di Filippo                              | Amazing Stories                                 | [ 26 ]        |
| 1987 | Temple to a Minor Goddess                                                                                 | Susan Shwartz                                | Amazing Stories                                 | [ 26 ]        |
| 1988 | Bible Stories for Adults, No. 17: The Deluge                                                              | James Morrow                                 | Full Spectrum                                   | [ 27 ]        |
| 1988 | The Color Winter                                                                                          | Steven Popkes                                | Asimov's Science Fiction                        | [ 27 ]        |
| 1988 | Mrs. Shummel Exits a Winner                                                                               | John Kessel                                  | Asimov's Science Fiction                        | [ 27 ]        |
| 1988 | Dead Men on TV                                                                                            | Pat Murphy                                   | Full Spectrum                                   | [ 27 ]        |
| 1988 | The Fort Moxie Branch                                                                                     | Jack McDevitt                                | Full Spectrum                                   | [ 27 ]        |
| 1988 | Voices of the Kill                                                                                        | Thomas M. Disch                              | Full Spectrum                                   | [ 27 ]        |
| 1989 | Ripples in the Dirac Sea                                                                                  | Geoffrey A. Landis                           | Asimov's Science Fiction                        | [ 28 ]        |
| 1989 | The Adinkra Cloth                                                                                         | Mary C. Aldridge                             | Marion Zimmer Bradley's Fantasy Magazine        | [ 28 ]        |
| 1989 | Boobs | Suzy McKee Charnas                           | Asimov's Science Fiction                        | [ 28 ]        |
| 1989 | Dori Bangs                                                                                                | Bruce Sterling                               | Asimov's Science Fiction                        | [ 28 ]        |
| 1989 | Lost Boys                                                                                                 | Orson Scott Card                             | F&sF                                            | [ 28 ]        |
| 1989 | The Ommatidium Miniatures                                                                                 | Michael Bishop                               | The Microverse                                  | [ 28 ]        |
| 1990 | Bears Discover Fire                                                                                       | Terry Bisson                                 | Asimov's Science Fiction                        | [ 29 ]        |
| 1990 | Before I Wake                                                                                             | Kim Stanley Robinson                         | Interzone / Asimov's Science Fiction            | [ 29 ]        |
| 1990 | Lieserl                                                                                                   | Karen Joy Fowler                             | Asimov's Science Fiction                        | [ 29 ]        |
| 1990 | Love and Sex Among the Invertebrates                                                                      | Pat Murphy                                   | Alien Sex                                       | [ 29 ]        |
| 1990 | The Power and the Passion                                                                                 | Pat Cadigan                                  | Patterns / Omni                                 | [ 29 ]        |
| 1990 | Story Child                                                                                               | Kristine Kathryn Rusch                       | Aboriginal SF                                   | [ 29 ]        |
| 1991 | Ma Qui | Alan Brennert                                | F&sF                                            | [ 30 ]        |
| 1991 | Buffalo                                                                                                   | John Kessel                                  | F&sF                                            | [ 30 ]        |
| 1991 | The Dark                                                                                                  | Karen Joy Fowler                             | F&sF                                            | [ 30 ]        |
| 1991 | the button, and what you know                                                                             | W. Gregory Stewart                           | Amazing Stories                                 | [ 30 ]        |
| 1991 | Dog's Life                                                                                                | Martha Soukup                                | Amazing Stories                                 | [ 30 ]        |
| 1991 | They're Made Out of Meat                                                                                  | Terry Bisson                                 | Omni                                            | [ 30 ]        |
| 1992 | Even the Queen                                                                                            | Connie Willis                                | Asimov's Science Fiction                        | [ 31 ]        |
| 1992 | The Arbitrary Placement of Walls                                                                          | Martha Soukup                                | Asimov's Science Fiction                        | [ 31 ]        |
| 1992 | The Mountain to Mohammed                                                                                  | Nancy Kress                                  | Asimov's Science Fiction                        | [ 31 ]        |
| 1992 | Vinland the Dream                                                                                         | Kim Stanley Robinson                         | Asimov's Science Fiction                        | [ 31 ]        |
| 1992 | Lennon Spex                                                                                               | Paul Di Filippo                              | Amazing Stories                                 | [ 31 ]        |
| 1992 | Life Regarded as a Jigsaw Puzzle of Highly Lustrous Cats                                                  | Michael Bishop                               | Imni                                            | [ 31 ]        |
| 1993 | Graves | Joe Haldeman                                 | F&SF                                            | [ 32 ]        |
| 1993 | Alfred | Lisa Goldstein                               | Asimov's Science Fiction                        | [ 32 ]        |
| 1993 | All Vows"                                                                                                 | Esther M. Friesner                           | Asimov's Science Fiction                        | [ 32 ]        |
| 1993 | The Beggar in the Living Room                                                                             | William John Watkins                         | Asimov's Science Fiction                        | [ 32 ]        |
| 1993 | The Good Pup                                                                                              | Bridget McKenna                              | F&SF                                            | [ 32 ]        |
| 1993 | The Man Who Rowed Christopher Columbus Ashore                                                             | Harlan Ellison                               | Omni                                            | [ 32 ]        |
| 1994 | A Defense of the Social Contracts                                                                         | Martha Soukup                                | Science Fiction Age                             | [ 33 ]        |
| 1994 | I Know What You're Thinking                                                                               | Kate Wilhelm                                 | Asimov's Science Fiction                        | [ 33 ]        |
| 1994 | None So Blind                                                                                             | Joe Haldeman                                 | Asimov's Science Fiction                        | [ 33 ]        |
| 1994 | Inspiration                                                                                               | Ben Bova                                     | F&SF                                            | [ 33 ]        |
| 1994 | Virtual Love                                                                                              | Maureen F. McHugh                            | F&SF                                            | [ 33 ]        |
| 1994 | Understanding Entropy                                                                                     | Barry N. Malzberg                            | Science Fiction Age                             | [ 33 ]        |
| 1995 | Death and the Librarian                                                                                   | Esther M. Friesner                           | Asimov's Science Fiction                        | [ 34 ]        |
| 1995 | Alien Jane                                                                                                | Kelley Eskridge                              | Century #1                                      | [ 34 ]        |
| 1995 | Grass Dancer                                                                                              | Owl Goingback                                | Excalibur                                       | [ 34 ]        |
| 1995 | The Kingdom of Cats and Birds                                                                             | Geoffrey A. Landis                           | Science Fiction Age                             | [ 34 ]        |
| 1995 | The Lincoln Train"                                                                                        | Maureen F. McHugh                            | F&SF                                            | [ 34 ]        |
| 1995 | Short Timer                                                                                               | Dave Smeds                                   | F&SF                                            | [ 34 ]        |
| 1995 | The Narcissus Plague                                                                                      | Lisa Goldstein                               | Asimov's Science Fiction                        | [ 34 ]        |
| 1996 | A Birthday                                                                                                | Esther M. Friesner                           | F&SF                                            | [ 35 ]        |
| 1996 | Five Fucks                                                                                                | Jonathan Lethem                              | The Wall of the Sky, The Wall of the Eye        | [ 35 ]        |
| 1996 | In the Pound, Near Breaktime                                                                              | Kent Brewster                                | Tomorrow Speculative Fiction                    | [ 35 ]        |
| 1996 | In the Shade of the Slowboat Man                                                                          | Dean Wesley Smith                            | F&SF                                            | [ 35 ]        |
| 1996 | The String                                                                                                | Kathleen Ann Goonan                          | F&SF                                            | [ 35 ]        |
| 1996 | These Shoes Strangers Have Died Of                                                                        | Bruce Holland Rogers                         | Enchanted Forests                               | [ 35 ]        |
| 1997 | Sister Emily's Lightship                                                                                  | Jane Yolen                                   | Starlight 1                                     | [ 36 ]        |
| 1997 | Burning Bright                                                                                            | K. D. Wentworth                              | Aboriginal SF                                   | [ 36 ]        |
| 1997 | The Crab Lice                                                                                             | Gregory Feeley                               | Alternate Tyrants                               | [ 36 ]        |
| 1997 | The Dead                                                                                                  | Michael Swanwick                             | Starlight 1                                     | [ 36 ]        |
| 1997 | The Elizabeth Complex                                                                                     | Karen Joy Fowler                             | Crank! #6                                       | [ 36 ]        |
| 1997 | Itsy Bitsy Spider                                                                                         | James Patrick Kelly                          | Asimov's Science Fiction                        | [ 36 ]        |
| 1998 | Thirteen Ways to Water                                                                                    | Bruce Holland Rogers                         | Black Cats and Broken Mirrors                   | [ 37 ]        |
| 1998 | Fortune and Misfortune                                                                                    | Lisa Goldstein                               | Asimov's Science Fiction                        | [ 37 ]        |
| 1998 | Standing Room Only                                                                                        | Karen Joy Fowler                             | Asimov's Science Fiction                        | [ 37 ]        |
| 1998 | Winter Fire"                                                                                              | Geoffrey A. Landis                           | Asimov's Science Fiction                        | [ 37 ]        |
| 1998 | Tall One"                                                                                                 | K. D. Wentworth                              | F&SF                                            | [ 37 ]        |
| 1998 | When the Bow Breaks                                                                                       | Steven Brust                                 | The Essential Bordertown                        | [ 37 ]        |
| 1999 | The Cost of Doing Business                                                                                | Leslie What                                  | Amazing Stories                                 | [ 38 ]        |
| 1999 | Ancient Engines                                                                                           | Michael Swanwick                             | Asimov's Science Fiction                        | [ 38 ]        |
| 1999 | Radiant Doors                                                                                             | Michael Swanwick                             | Asimov's Science Fiction                        | [ 38 ]        |
| 1999 | Basil the Dog                                                                                             | Frances Sherwood                             | Atlantic Monthly                                | [ 38 ]        |
| 1999 | The Dead Boy at Your Window                                                                               | Bruce Holland Rogers                         | North American Review                           | [ 38 ]        |
| 1999 | Flower Kiss                                                                                               | Constance Ash                                | Realms of Fantasy                               | [ 38 ]        |
| 2000 | macs | Terry Bisson                                 | F&SF                                            | [ 39 ]        |
| 2000 | The Fantasy Writer's Assistant"                                                                           | Jeffrey Ford                                 | F&SF                                            | [ 39 ]        |
| 2000 | Flying Over Water                                                                                         | Ellen Klages                                 | Lady Churchill's Rosebud Wristlet #7            | [ 39 ]        |
| 2000 | The Golem                                                                                                 | Severna Park                                 | Black Heart, Ivory Bones                        | [ 39 ]        |
| 2000 | Scherzo with Tyrannosaur                                                                                  | Michael Swanwick                             | Asimov's Science Fiction                        | [ 39 ]        |
| 2000 | You Wandered Off Like a Foolish Child To Break Your Heart and Mine                                        | Pat York                                     | Silver Birch, Blood Moon                        | [ 39 ]        |
| 2001 | The Cure for Everything"                                                                                  | Severna Park                                 | Sci Fiction                                     | [ 40 ]        |
| 2001 | The Elephants on Neptune                                                                                  | Mike Resnick                                 | Asimov's Science Fiction                        | [ 40 ]        |
| 2001 | Kaddish for the Last Survivor                                                                             | Michael A. Burstein                          | Analog                                          | [ 40 ]        |
| 2001 | Wound the Wind                                                                                            | George Zebrowski                             | Analog                                          | [ 40 ]        |
| 2001 | Mom and Dad at the Home Front                                                                             | Sherwood Smith                               | Realms of Fantasy                               | [ 40 ]        |
| 2002 | Creature                                                                                                  | Carol Emshwiller                             | F&SF                                            | [ 41 ]        |
| 2002 | Creation                                                                                                  | Jeffrey Ford                                 | F&SF                                            | [ 41 ]        |
| 2002 | Cut | Megan Lindholm                               | Asimov's Science Fiction                        | [ 41 ]        |
| 2002 | The Dog Said Bow-Wow                                                                                      | Michael Swanwick                             | Asimov's Science Fiction                        | [ 41 ]        |
| 2002 | Little Gods                                                                                               | Tim Pratt                                    | Strange Horizons                                | [ 41 ]        |
| 2002 | Nothing Ever Happens in Rock City                                                                         | Jack McDevitt                                | Artemis #5                                      | [ 41 ]        |
| 2003 | What I Didn't See                                                                                         | Karen Joy Fowler                             | Sci Fiction                                     | [ 42 ]        |
| 2003 | The Brief History of the Dead                                                                             | Kevin Brockmeier                             | The New Yorker                                  | [ 42 ]        |
| 2003 | Goodbye to All That                                                                                       | Harlan Ellison                               | McSweeney's Mammoth Treasury of Thrilling Tales | [ 42 ]        |
| 2003 | Grandma                                                                                                   | Carol Emshwiller                             | F&SF                                            | [ 42 ]        |
| 2003 | Knapsack Poems                                                                                            | Eleanor Arnason                              | Asimov's Science Fiction                        | [ 42 ]        |
| 2003 | Lambing Season                                                                                            | Molly Gloss                                  | Asimov's Science Fiction                        | [ 42 ]        |
| 2003 | The Last of the O-Forms                                                                                   | James Van Pelt                               | Asimov's Science Fiction                        | [ 42 ]        |
| 2004 | Coming to Terms                                                                                           | Eileen Gunn                                  | Stable Strategies and Others                    | [ 43 ]        |
| 2004 | Aloha | Ken Wharton                                  | Analog                                          | [ 43 ]        |
| 2004 | The Strange Redemption of Sister Mary Ann                                                                 | Mike Mosco                                   | Analog                                          | [ 43 ]        |
| 2004 | Embracing-the-New                                                                                         | Benjamin Rosenbaum                           | Asimov's Science Fiction                        | [ 43 ]        |
| 2004 | Travels with My Cats                                                                                      | Mike Resnick                                 | Asimov's Science Fiction                        | [ 43 ]        |
| 2004 | In the Late December                                                                                      | Greg van Eekhout                             | Strange Horizons                                | [ 43 ]        |
| 2005 | I Live With You                                                                                           | Carol Emshwiller                             | F&SF                                            | [ 44 ]        |
| 2005 | Born-Again                                                                                                | K. D. Wentworth                              | F&SF                                            | [ 44 ]        |
| 2005 | The End of the World As We Know It                                                                        | Dale Bailey                                  | F&SF                                            | [ 44 ]        |
| 2005 | My Mother, Dancing                                                                                        | Nancy Kress                                  | Asimov's Science Fiction                        | [ 44 ]        |
| 2005 | Singing My Sister Down                                                                                    | Margo Lanagan                                | Black Juice                                     | [ 44 ]        |
| 2005 | Still Life With Boobs                                                                                     | Anne Harris                                  | Talebones                                       | [ 44 ]        |
| 2005 | There's a Hole in the City                                                                                | Richard Bowes                                | Sci Fiction                                     | [ 44 ]        |
| 2006 | Echo | Elizabeth Hand                               | F&SF                                            | [ 45 ]        |
| 2006 | An End to All Things                                                                                      | Karina Sumner-Smith                          | Children of Magic                               | [ 45 ]        |
| 2006 | Helen Remembers the Stork Club                                                                            | Esther M. Friesner                           | F&SF                                            | [ 45 ]        |
| 2006 | The Woman in Schrödinger's Wave Equations                                                                 | Eugene Mirabelli                             | F&SF                                            | [ 45 ]        |
| 2006 | Henry James, This One's for You                                                                           | Jack McDevitt                                | Subterranean #2                                 | [ 45 ]        |
| 2006 | Pip and the Fairies                                                                                       | Theodora Goss                                | Strange Horizons                                | [ 45 ]        |
| 2007 | Always | Karen Joy Fowler                             | Asimov's Science Fiction                        | [ 46 ]        |
| 2007 | Captive Girl                                                                                              | Jennifer Pelland                             | Helix #2                                        | [ 46 ]        |
| 2007 | Pride | Mary Turzillo                                | Fast Forward 1                                  | [ 46 ]        |
| 2007 | The Story of Love                                                                                         | Vera Nazarian                                | Salt of the Air                                 | [ 46 ]        |
| 2007 | Titanium Mike Saves the Day                                                                               | David D. Levine                              | F&SF                                            | [ 46 ]        |
| 2007 | Unique Chicken Goes In Reverse                                                                            | Andy Duncan                                  | Eclipse One                                     | [ 46 ]        |
| 2008 | Trophy Wives                                                                                              | Nina Kiriki Hoffman                          | Fellowship Fantastic                            | [ 47 ]        |
| 2008 | 26 Monkeys, Also the Abyss                                                                                | Kij Johnson                                  | Asimov's Science Fiction                        | [ 47 ]        |
| 2008 | Don't Stop                                                                                                | James Patrick Kelly                          | Asimov's Science Fiction                        | [ 47 ]        |
| 2008 | The Button Bin                                                                                            | Mike Allen                                   | Helix                                           | [ 47 ]        |
| 2008 | The Dreaming Wind                                                                                         | Jeffrey Ford                                 | The Coyote Road: Trickster Tales                | [ 47 ]        |
| 2008 | Mars: A Traveler's Guide                                                                                  | Ruth Nestvold                                | F&SF                                            | [ 47 ]        |
| 2008 | The Tomb Wife                                                                                             | Gwyneth Jones                                | F&SF                                            | [ 47 ]        |
| 2009 | Spar | Kij Johnson                                  | Clarkesworld Magazine                           | [ 48 ]        |
| 2009 | Bridesicle                                                                                                | Will McIntosh                                | Asimov's Science Fiction                        | [ 48 ]        |
| 2009 | Going Deep                                                                                                | James Patrick Kelly                          | Asimov's Science Fiction                        | [ 48 ]        |
| 2009 | Hooves and the Hovel of Abdel Jameela                                                                     | Saladin Ahmed                                | Clockwork Phoenix 2                             | [ 48 ]        |
| 2009 | I Remember the Future                                                                                     | Michael A. Burstein                          | I Remember the Future                           | [ 48 ]        |
| 2009 | Non-Zero Probabilities                                                                                    | N. K. Jemisin                                | Clarkesworld Magazine                           | [ 48 ]        |
| 2010 | Ponies | Kij Johnson                                  | Tor.com                                         | [ 49 ]        |
| 2010 | How Interesting: A Tiny Man                                                                               | Harlan Ellison                               | Realms of Fantasy                               | [ 49 ]        |
| 2010 | Arvies | Adam-Troy Castro                             | Lightspeed                                      | [ 50 ]        |
| 2010 | I'm Alive, I Love You, I'll See You in Reno                                                               | Vylar Kaftan                                 | Lightspeed                                      | [ 50 ]        |
| 2010 | Conditional Love                                                                                          | Felicity Shoulders                           | Asimov's Science Fiction                        | [ 50 ]        |
| 2010 | Ghosts of New York                                                                                        | Jennifer Pelland                             | Dark Faith                                      | [ 50 ]        |
| 2010 | The Green Book                                                                                            | Amal El-Mohtar                               | Apex                                            | [ 50 ]        |
| 2011 | The Paper Menagerie                                                                                       | Ken Liu                                      | F&SF                                            | [ 51 ]        |
| 2011 | Her Husband’s Hands                                                                                       | Adam-Troy Castro                             | Lightspeed                                      | [ 51 ]        |
| 2011 | Mama, We are Zhenya, Your Son                                                                             | Tom Crosshill                                | Lightspeed                                      | [ 51 ]        |
| 2011 | Movement                                                                                                  | Nancy Fulda                                  | Asimov's Science Fiction                        | [ 51 ]        |
| 2011 | Shipbirth                                                                                                 | Aliette de Bodard                            | Asimov's Science Fiction                        | [ 51 ]        |
| 2011 | The Axiom of Choice                                                                                       | David W. Goldman                             | New Haven Review                                | [ 51 ]        |
| 2011 | The Cartographer Wasps and the Anarchist Bees                                                             | E. Lily Yu                                   | Clarkesworld Magazine                           | [ 51 ]        |
| 2012 | Immersion                                                                                                 | Aliette de Bodard                            | Clarkesworld                                    | [ 52 ]        |
| 2012 | Robot | Helena Bell                                  | Clarkesworld                                    | [ 52 ]        |
| 2012 | Fragmentation, or Ten Thousand Goodbyes                                                                   | Tom Crosshill                                | Clarkesworld                                    | [ 52 ]        |
| 2012 | Nanny’s Day                                                                                               | Leah Cypess                                  | Asimov's Science Fiction                        | [ 52 ]        |
| 2012 | Give Her Honey When You Hear Her Scream                                                                   | Maria Dahvana Headley                        | Lightspeed                                      | [ 52 ]        |
| 2012 | The Bookmaking Habits of Select Species                                                                   | Ken Li                                       | Lightspeed                                      | [ 52 ]        |
| 2012 | Five Ways to Fall in Love on Planet Porcelain                                                             | Cat Rambo                                    | Near + Far                                      | [ 52 ]        |
| 2013 | If You Were a Dinosaur, My Love                                                                           | Rachel Swirsky                               | Apex                                            | [ 53 ]        |
| 2013 | The Sounds of Old Earth                                                                                   | Matthew Kressel                              | Lightspeed                                      | [ 53 ]        |
| 2013 | Alive, Alive Oh                                                                                           | Sylvia Spruck Wrigley                        | Lightspeed                                      | [ 53 ]        |
| 2013 | Selkie Stories Are for Losers                                                                             | Sofia Samatar                                | Strange Horizons                                | [ 53 ]        |
| 2013 | Selected Program Notes from the Retrospective Exhibition of Theresa Rosenberg Latimer                     | Kenneth Schneyer                             | Clockwork Phoenix 4                             | [ 53 ]        |
| 2014 | Jackalope Wives                                                                                           | Ursula Vernon                                | Apex                                            | [ 54 ]        |
| 2014 | The Breath of War                                                                                         | Aliette de Bodard                            | Beneath Ceaseless Skies                         | [ 54 ]        |
| 2014 | When It Ends, He Catches Her                                                                              | Eugie Foster                                 | Daily Science Fiction                           | [ 54 ]        |
| 2014 | The Meeker and the All-Seeing Eye                                                                         | Matthew Kressel                              | Clarkesworld                                    | [ 54 ]        |
| 2014 | The Vaporization Enthalpy of a Peculiar Pakistani Family                                                  | Usman T. Malik                               | Qualia Nous                                     | [ 54 ]        |
| 2014 | A Stretch of Highway Two Lanes Wide                                                                       | Sarah Pinsker                                | F&SF                                            | [ 54 ]        |
| 2014 | The Fisher Queen                                                                                          | Alyssa Wong                                  | F&SF                                            | [ 54 ]        |
| 2015 | Hungry Daughters of Starving Mothers                                                                      | Alyssa Wong                                  | Nightmare                                       | [ 55 ] [ 56 ] |
| 2015 | Cat Pictures Please                                                                                       | Naomi Kritzer                                | Clarkesworld                                    | [ 55 ] [ 56 ] |
| 2015 | Today I Am Paul                                                                                           | Martin L. Shoemaker                          | Clarkesworld                                    | [ 55 ] [ 56 ] |
| 2015 | When Your Child Strays from God                                                                           | Sam J. Miller                                | Clarkesworld                                    | [ 55 ] [ 56 ] |
| 2015 | Damage | David D. Levine                              | Tor.com                                         | [ 55 ] [ 56 ] |
| 2015 | Madeleine                                                                                                 | Amal El-Mohtar                               | Lightspeed                                      | [ 55 ] [ 56 ] |
| 2016 | Seasons of Glass and Iron                                                                                 | Amal El-Mohtar                               | The Starlit Wood                                | [ 57 ]        |
| 2016 | Our Talons Can Crush Galaxies                                                                             | Brooke Bolander                              | Uncanny Magazine                                | [ 57 ]        |
| 2016 | Sabbath Wine                                                                                              | Barbara Krasnoff                             | Clockwork Phoenix 5                             | [ 57 ]        |
| 2016 | Things With Beards                                                                                        | Sam J. Miller                                | Clarkesworld                                    | [ 57 ]        |
| 2016 | This Is Not a Wardrobe Door                                                                               | A. Merc Rustad                               | Fireside Magazine                               | [ 57 ]        |
| 2016 | A Fist of Permutations in Lightning and Wildflowers                                                       | Alyssa Wong                                  | Tor.com                                         | [ 57 ]        |
| 2016 | Welcome to the Medical Clinic at the Interplanetary Relay Station / Hours Since the Last Patient Death: 0 | Caroline M. Yoachim                          | Lightspeed                                      | [ 57 ]        |